# Sébastien Loeb Rally Evo
Sébastien Loeb Rally Evo est un jeu vidéo de course développé et édité par le studio italien Milestone et sorti le 29 janvier 2016 sur PC, PlayStation 4 et Xbox One. Le nonuple champion du monde WRC Sébastien Loeb prête son nom au titre et participa aux phases de conception du moteur physique en effectuant régulièrement des retours d'expérience à l'attention des développeurs.

## Système de jeu
Le jeu propose différentes épreuves de rallye et de rallycross à parcourir au volant d'une cinquantaine de véhicules. Il retrace également les moments forts de la carrière de Loeb qui prodigue des conseils et des anecdotes aux joueurs tout au long de leur progression.

## Liste des voitures du jeu
- Abarth 500 R3T 2010
- Abarth Grande Punto S2000
- Alpine A110
- Audi Sport Quattro B2
- Audi Sport Quattro S1 Pikes Peak
- Autobianchi A112 Abarth
- BMW 2002 Ti
- Citroën C4 WRC
- Citroën DS3 WRC
- Citroën Saxo Kit Car
- Citroën Saxo Super 1600
- Citroën Xsara Kit Car
- Citroën Xsara WRC
- Fiat 131 Abarth
- Ford Escort RS Cosworth
- Ford Fiesta R2
- Ford Fiesta R5
- Ford Fiesta RS WRC
- Ford RS200
- Hyundai i20 WRC
- Hyundai Veloster
- Lancia Delta
- Lancia Delta S4
- Lancia ECV
- Lancia Fulvia
- Lancia Stratos
- MINI John Cooper Works WRC
- Mitsubishi Lancer Evolution VI
- Mitsubishi Lancer Evolution X
- Morris Mini Cooper S
- Peugeot 106 Rallye
- Peugeot 205 Turbo 16
- Peugeot 205 Turbo 16 Pikes Peak
- Peugeot 206 WRC
- Peugeot 207 S2000
- Peugeot 208 T16
- Peugeot 208 T16 Pikes Peak
- Peugeot 405 Turbo 16 Pikes Peak
- Peugeot 504 Coupé
- Peugeot Quasar
- Proton Satria Neo S2000
- Renault 5 Maxi Turbo
- Renault 5 Turbo
- Renault Clio R3
- Renault Clio Williams
- Subaru Impreza 55S Group A
- Subaru Impreza WRC (2003 et 2008)
- Suzuki Escudo Pikes Peak
- Suzuki Swift S1600
- Suzuki SX4 Special Pikes Peak
- Toyota Celica GT Four
- Toyota GT86 CS-R3
- Toyota MR2 222D
- Vauxhall Astra 4S
- Volkswagen Polo R WRC

## Accueil
- Gameblog : 4/10[2]
- Gamekult : 4/10[3]
- Jeuxvideo.com : 15/20[1]